# Marcel Lejoly
Marcel Lejoly (25 februari 1948-16 augustus 2024) is een politicus van de SP. 

## Levensloop
Lejoly was beroepshalve leraar geschiedenis en werkte op verschillende ministeriële kabinetten.
Van 1981 tot 1988 was hij voor de SP lid van het Parlement van de Duitstalige Gemeenschap en van 1983 tot 1988 was hij gemeenteraadslid van Raeren. Van 1984 tot 1986 was hij minister van de Duitstalige Gemeenschap. Hij beëindigde zijn politieke loopbaan als adjunct-arrondissementscommissaris voor de kantons Eupen-Malmedy-Sankt Vith, wat hij was van 1989  tot 2008.